# Jorge Luis Alfonso
Jorge Luis Alfonso López (Magangué, 1974) es un empresario y político colombiano. 

## Biografía
Nació en Magangué. Es hijo de la empresaria del chance, detenida por lavado activos, Enilce López, conocida como La Gata y hermano del político Héctor Julio Alfonso. Se inició como alcalde de Magangué entre 2004 hasta su destitución en 2007 por irregularidades en la gestión.

## Captura y condena
En 2012 fue capturado por los agentes del Cuerpo Técnico de Investigación de la Fiscalía General por presunta participación asesinato del ciudadano libanés Hamil Kasser Alí, crimen cometido en Magangué en el año 2004 y por el que fue acusado, formalmente, en el año 2015. Se encontró pruebas de la vinculación a las Autodefensas Unidas de Colombia durante su alcaldía y participar en el crimen del periodista Rafael Enrique Prins ocurrido el 19 de febrero de 2005.
En 2017 fue condenado a 39 años de prisión pero, la Corte Suprema de Justicia lo rebajó a 29 años. En 2023 quedó en libertad, por un breve periodo, por la controvertida orden de un juez que lo liberó para que ejerciera labores como gestor de paz en el gobierno de Gustavo Petro. La gestoría que le fue otorgada en diciembre de 2022, por la oficina del Alto Comisionado para la Paz, y que fue revocada dos meses después tras la polémica por su libertad.
Regresó a prisión en febrero de 2023, el 11 de agosto del mismo año recibió el beneficio de la prisión domiciliaria, por supuestas afecciones de salud.

## Intento de asesinato
El 23 de mayo de 2024 se encontraba en una cita médica en Barranquilla se salvó del atentado sicarial contra su escolta Edelmiro Anaya González más conocido como El Chino que murió instantáneamente, los sicarios ingresaron disfrazados de los agentes de la Seccional de Investigación Criminal (SIJIN), que participaron nueve hombres y una mujer. Fallecieron un escolta y un paciente del centro médico, las autoridades revelaron que el atentado iba 
dirigido al escolta El Chino un ex paramilitar por presuntamente había participado en el asesinato del alcalde de El Roble Sucre, Eudaldo León Díaz ocurrido en 2003.